# Сакаи, Масааки
Масааки Сакаи (яп. 堺 正章 Сакаи Масааки, род. 6 августа 1946 года в Токио), настоящее имя Масааки Курихара (яп. 栗原 正章 Курихара Масааки), также известен под прозвищем Матяаки (яп. マチャアキ) — популярный японский певец, актёр, медиаперсона и телеведущий; также многопрофильный спортсмен-любитель и филантроп. За пределами Японии более всего известен как исполнитель главной роли Царя Обезьян в популярном сериале 1978—1980-х годов по мотивам классического романа «Путешествие на Запад», известному в ряде англоязычных стран в дубляже BBC как «Monkey».

## Биография и карьера
Родился вторым ребёнком в семье знаменитого в Японии актёра-комика Сюндзи Сакаи (Масаси Курихары).
Творческая карьера Масааки Сакаи (с самого старта использовавшего «фамилию» отцовского псевдонима) и некоторая его известность начались с нескольких детских и подростковых ролей в кино 1950—1960-х годов, однако реально широкая, в том числе, международная популярность пришла к нему приблизительно к середине 1960-х годов, как фронтмену одного из лидеров японского жанра group sounds, группы The Spiders. Группа была образована в 1961 году и выпустила до своего распада ряд синглов и альбомов, занимавших места в чарте Oricon; гастролировала в Европе и США, а также стала «групповым персонажем» 13 комедийных фильмов, в паре из которых камео-роли сыграл Сюндзи Сакаи.
Стороной B первого изданного (в 1965) сингла группы Furifuri стала песня Monkey Dance Ю Аку и Кодзи Вакино, основанная на изобретённом Сакаи одноимённом танце, проиллюстрированном также на обложке диска, получившем значительную популярность в Японии и впервые наградившим его соответствующим прозвищем, позднее ассоциированным с его актёрской работой.
В 1971 году The Spiders распались; Сакаи, как и другие члены группы, продолжил свою музыкальную карьеру как соло-певец, а также вернулся к актёрской работе. Из последнего наибольшую известность получила главная роль Царя Обезьян в сериальной экранизации 1978—1980-х годов по мотивам классического романа Китая «Путешествие на Запад», позже дублированной BBC и получившей значительную популярность (вплоть до культового статуса) в ряде англоязычных стран как «The Monkey» или «Monkey Magic»; кроме воплощения главной роли, Сакаи также принимал участие в записи саундтрека сериала, большей частью обеспеченного группой Godiego
Бывшие члены группы неоднократно собирались уже после распада группы для совместных выступлений; кроме того, Сакаи и два других солиста The Spiders, Хироси «Месье» Камаяцу и Такаюки Иноуэ, воссоединились в 1999 году в просуществовавшую несколько лет группу Sans Filtre, приглашенную в том же году для участия в конкурсе «Кохаку» с песней Yei Yei, ещё до выхода одноимённого альбома с этой песней в 2000.
Масааки Сакаи дважды был женат; первый раз на женщине не из мира медиа (1974—1980; о браке стало широко известно только после развода), второй раз — на фотомодели и эссеистке Мири Окада (1989—2001); от последней у него две дочери — Кикуно (род. 5 октября 1990, модель) и Кохару Курихара (род. 10 марта 1994; модель и актриса). По некоторым сведениям, летом 2011 года женился в третий раз.
Работал или работает с артистическими агентствами Tanabe, Horipro, K-DASH.

### Хобби и общественная деятельность
Масааки Сакаи известен как энтузиаст автомобилей и автомобильных гонок. Он неоднократно принимал участие в гонке винтажных автомобилей Mille Miglia Storica в Италии со своей женой в качестве второго пилота, а 18 октября 2000 года выиграл на Cisitalia 202 MM 1947 года выпуска подобную же гонку в Японии, где в качестве его второго пилота выступил Такаюки Иноуэ. Ввиду большой занятости он отошёл от гонок в 2002 году, подарив свою спортивную Alfa Romeo Масахико Кондо — также увлекающемуся гонками популярному певцу. Помимо автоспорта, Сакаи неоднократно демонстрировал умения в различных видах энтертайнмента и показательных видов спорта, включая эквилибристику, жонглирование, артистический бильярд, гольф и стрельбу из лука.
Известен активной поддержкой благотворительных организаций, специализирующихся на борьбе со СПИД, в том числе, сам основал Masaaki Sakai AIDS Fund.

## Фильмография

### Кино- и телефильмы

#### Фильмы о группеThe Spidersили с её участием
(если не указано иное, Сакаи играет сам себя)
| Год  | Японское название                      | Транслитерация                           | Английское название   | Русское название                     | Роли           |
| ---- | -------------------------------------- | ---------------------------------------- | --------------------- | ------------------------------------ | -------------- |
| 1964 | 仲間たち                               | Nakama Tachi                             |                       |                                      |                |
| 1965 | 高原のお嬢さん                         | Kōgen no ojōsan                          |                       | Девушка с гор                        | Сабу           |
| 1966 | 涙くんさよなら                         | Namida-kun Sayonara                      |                       |                                      |                |
| 1966 | 青春ア・ゴーゴー                       | Seishun a Gō-Gō                          |                       |                                      |                |
| 1967 | 君は恋人                               | Kimi wa Koibito                          |                       |                                      |                |
| 1967 | 夕陽が泣いている                       | Sekiyō ga Nakuiteiru                     |                       |                                      |                |
| 1967 | ザ・スパイダースのゴーゴー向う見ず作戦 | Za Supaidāsu no Gō-Gō Mukō Mizu Sakusen  |                       |                                      |                |
| 1968 | ザ・スパイダースの大進撃               | Za Supaidāsu no Taishingeki              | The Spiders on Parade | Большой парад «The Spiders»          |                |
| 1968 | ザ・スパイダースの大騒動               | Za Supaidāsu no Daisōdō                  |                       | «The Spiders» и беспорядки           | Тати           |
| 1968 | ザ・スパイダースのバリ島珍道中         | Za Supaidāsu no Baritou chindōchū        |                       | Злоключения «The Spiders» на Бали    |                |
| 1968 | 思い出の指輪                           | Omoide no Yubiwa                         |                       | Кольцо воспоминаний                  |                |
| 1968 | にっぽん親不孝時代                     | Nippon Oyafukō Jidai                     |                       | прим. «Япония: Время непочтительных» | Кунио Сугимото |
| 1969 | ザ・テンプターズ 涙のあとに微笑みを    | Za Tenputāzu: Namida no Ato ni Hohoemi o |                       |                                      | бог седины     |

#### Фильмы с индивидуальной актёрской работой
| Год  | Японское название                      | Транслитерация                                          | Английское название                              | Русское название                                                     | Роли                                                  |
| ---- | -------------------------------------- | ------------------------------------------------------- | ------------------------------------------------ | -------------------------------------------------------------------- | ----------------------------------------------------- |
| 1952 | 東京騎士伝                             | Tōkyō Kishi Den                                         |                                                  | Сказ о Токийском Всаднике                                            |                                                       |
| 1952 | 母は叫び泣く                           | Haha wa Sakebi Naku                                     |                                                  | прим. «Рыдания матери»                                               |                                                       |
| 1954 | ハワイ珍道中                           | Hawai Chindōchū                                         |                                                  | Злоключения на Гавайях                                               | мальчик-абориген                                      |
| 1963 | 高校三年生                             | Kōkō san’nensei                                         |                                                  | прим. «Старшеклассники»                                              | Ясуи                                                  |
| 1963 | 学園広場                               | Gakuen hiroba                                           |                                                  | Школьный двор                                                        |                                                       |
| 1964 | 幸せなら手をたたこう                   | Shiawase Narate o Tatakō                                |                                                  | Если ты счастлив, хлопни в ладоши                                    | Акира Огава                                           |
| 1964 | 夢のハワイで盆踊り                     | Yume no Hawai de Bon Odori                              |                                                  |                                                                      | Масая Мацуи                                           |
| 1965 | 花咲く乙女たち                         | Hanasaku Otome Tachi                                    |                                                  |                                                                      | Сабу                                                  |
| 1965 | 男の紋章 喧嘩街道                      | Otoko no Monshō: Kenka Kaidō                            |                                                  |                                                                      |                                                       |
| 1967 | 喜劇 駅前百年                          | Kigeki: Ekimae hyakunen                                 |                                                  |                                                                      |                                                       |
| 1970 | ズンドコズンドコ 全員集合!!            | Zun-doko-zun-doko! Zen’in Shūgō!!                       |                                                  | Общий сбор!!                                                         |                                                       |
| 1970 | 喜劇 ドッキリ大逃走                    | Kigeki: Dokkiri Daitōsō                                 |                                                  |                                                                      |                                                       |
| 1970 | 喜劇 右むけェ左！                      | Kigeki: Migimuke Hidari!                                |                                                  |                                                                      | Масааки Гэкита                                        |
| 1971 | 喜劇 昨日の敵は今日も敵                | Kigeki: Kinō no Tekiwa Kyomoteki                        |                                                  |                                                                      | Масааки Гэкита                                        |
| 1971 | 野良猫ロック 暴走集団’７１             | Nora-neko rokku: Bôsô shûdan '71                        | Stray Cat Rock: Beat ’71                         | Рок бродячих кошек: Бунтари 71                                       | Масааки                                               |
| 1971 | 起きて転んでまた起きて                 |                                                         |                                                  |                                                                      |                                                       |
| 1973 | としごろ                               | Toshigoro                                               |                                                  |                                                                      | Матяаки                                               |
| 1974 | 街の灯                                 | Machi no Hi                                             |                                                  | Городские огни                                                       | Тиёмацу Саканосита                                    |
| 1975 | お姐ちゃんお手やわらかに               | Oneechan yawarakani                                     |                                                  |                                                                      | мафиози                                               |
| 1976 | 喜劇 百点満点                          | Kideki: Hyakutenmanten                                  |                                                  |                                                                      | студент                                               |
| 1977 | トラック野郎                           | Torakku Yarō                                            | Truck Guys                                       |                                                                      | «Красавчик» Момодзиро                                 |
| 1986 | キネマの天地                           | Kinema no Tenchi                                        | Final Take                                       | прим. «Мир кино»                                                     | режиссёр Найто                                        |
| 1987 | トリナクリア PORSCHE959                | Trinacria Porsche 959                                   |                                                  |                                                                      |                                                       |
| 1991 | 風の国                                 | Kaze no Kuni                                            |                                                  | Страна ветров                                                        |                                                       |
| 1998 | 北国街道殺人事件                       | Hokkokukaidō Satsujinjiken                              |                                                  | Убийство на Северном Тракте                                          | лейтенант Ивао Такэмура по прозв. «Коломбо из Синано» |
| 1999 | 戸隠伝説殺人事件                       | Togakushi Densetsu Satsujinjiken                        |                                                  |                                                                      | лейтенант Ивао Такэмура                               |
| 2000 | 追分殺人事件                           | Oiwake satsujinjiken                                    |                                                  | Убийство на развилке                                                 | лейтенант Ивао Такэмура                               |
| 2004 | 機関車先生                             | Kikansha-sensei                                         | Kikansha-sensei                                  | Киканся-сэнсэй                                                       | Сюитиро Сако                                          |
| 2006 | 寝ずの番                               | Nezu no Ban                                             | A Hardest Night!!                                | Ночь поминовения                                                     | президент металлургической компании                   |
| 2007 | ひまわり〜夏目雅子27年の生涯と母の愛〜 | Himawari: Natsume Masako 27 nen no shōgai to haha no ai |                                                  | букв. «Подсолнух: Масако Нацумэ — 27 лет жизни и материнская любовь» | сам себя (интервью)                                   |
| 2007 | 夕凪の街 桜の国                        | Yūnagi no Machi, Sakura no Kuni                         | Town of Evening Calm, Country of Cherry Blossoms | Город вечернего затишья, страна вишнёвого цвета                      | Асахи Исикава (взрослый)                              |
| 2012 | 大奥〜永遠〜［右衛門佐・綱吉篇］       | Ōoku… eien… (Emonnosuke Tsunayoshi hen)                 | Castle of Crossed Destinies / The Lady Shogun 2  |                                                                      | монах Рюко                                            |

### Телесериалы
| Годы, студия                | Японское название           | Транслитерация                       | Английское название                       | Русское название                        | Роли                                        |
| --------------------------- | --------------------------- | ------------------------------------ | ----------------------------------------- | --------------------------------------- | ------------------------------------------- |
| 1970-1973, TBS              | 時間ですよ                  | Jikan desu yo                        |                                           | Это время                               | ронин Кэн Миядзаки                          |
| 1970-1971, TBS              | こけこっこー!               | Kokekokkō!                           |                                           | Кукареку!                               |                                             |
| 1970-1971, TBS              | 日曜8時、笑っていただきます | Nichiyō, 8-doki: Waratte itadakimasu |                                           |                                         | модный художник-комиксист Мамору Ханамото   |
| 1971, NET                   | 大忠臣蔵                    | Daichūshingura                       | Epic Chushingura                          | Эпическая Тюсингура / Эпос о 47 ронинах | Мацукити                                    |
| 1971, TBS                   | レビはこれだ!ドラマが3つも  |                                      |                                           |                                         |                                             |
| 1972, TBS                   | はーいただいま              |                                      |                                           |                                         |                                             |
| 1972, TBS                   | おはよう                    | Ohayō                                |                                           | Доброе утро!                            |                                             |
| 1974, TBS                   | 寺内貫太郎一家              | Jinai Kantarō ikka                   |                                           | Семья Кантаро Дзиная                    | Сабуро (камео)                              |
| 1975, NET                   | マチャアキの森の石松        | Machaaki no Mori no Ishimatsu        |                                           | Исимацу из Мори                         | Исимацу из Мори                             |
| 1978-1980, NTV              | 西遊記                      | Saiyūki                              | Monkey                                    | Путешествие на Запад                    | царь обезьян Сон Гоку                       |
| 1978, NTV                   | おとこ同志おんな同志        | Otoko Dōshi, Onna Dōshi              |                                           |                                         |                                             |
| 1980-1981, TBS              | 天皇の料理番                | Tennō no Ryōriban                    |                                           | Императорский повар                     | императорский повар Токудзо Акияма          |
| 1981-1982, NTV              | キッド                      | Kiddo                                | Kid                                       |                                         | Кидо Иппэй                                  |
| 1982, TBS                   | さよなら三角またきて四角    | Sayonara Sankaku Matakite Shikaku    |                                           |                                         | Токудзи Нодзава                             |
| 1982, TV Asahi              | フジ三太郎                  | Fuji Santarō                         |                                           | Сантаро Фудзи                           | служащий Сантаро Фудзи                      |
| 1983, TV Asahi              | あとは寝るだけ              | Ato wa Neru Dake                     |                                           |                                         | Ёдзи                                        |
| 1988-1994, TV Asahi         | ご存知!旗本退屈男           | Gozonji! Hatamoto Taikutsu Otoko     |                                           | Я знаю! Скучающий Хатамото!             | Кинай, слуга хатамото                       |
| 1989, Fuji TV               | さよなら李香蘭              | Sayonara Ri Kōran                    |                                           | Прощай, Ри Коран                        | кинопродюсер Мицуо Макино                   |
| 1994, Fuji TV               | 警部補 古畑任三郎           | Keibuho Furuhata Ninzaburo           | Lieutenant Ninzaburo Furuhata             | Инспектор Ниндзабуро Фурухата           | преступник Укон Накамура                    |
| 1995, TBS                   | パパ・サヴァイバル          | Papa Survival                        | Daddy Survival                            |                                         | Горо Саэки                                  |
| 1995, ABC TV                | SALE!                       |                                      | SALE!                                     |                                         | Гиндзиро Отомо                              |
| 1995, YTV                   | ベストフレンド              | Best Friend                          | Best Friend                               | Лучший друг                             | Митихико Куросава                           |
| 1998, NHK                   | 徳川慶喜                    | Tokugawa Yoshinobu                   | Tokugawa Yoshinobu / Tokugawa Generations | Токугава Ёсинобу                        | привратник храма и пожарный Синмон Тацугоро |
| 2001, 2003, 2004, 2007, NHK | ちゅらさん 1-4              | Churasan 1-4                         | The Promise to The Chura Sea 1-4          |                                         | муж гл. героини Кэйбун Кохагура             |
| 2005, NHK                   | 理想の生活                  | Risō no Seikatsu                     |                                           | Идеальная жизнь                         | Масато Тодорики                             |
| 2006, Fuji TV               | 西遊記                      | Saiyūki                              | Saiyuki                                   | Путешествие на Запад                    | Будда Шакьямуни (камео)                     |
| 2006, TBS                   | クロサギ                    | Kurosagi                             | The Black Swindler                        |                                         | Тадаюки Симидзу (камео)                     |
| 2007, TBS                   | ロング・ウェディングロード! | Long Wedding Road!                   | Long Wedding Road! / Long Wedding 2007    |                                         | Наоюки Адзума                               |
| 2007, NHK                   | 夏雲あがれ                  | Natsu Kumo Agare                     |                                           |                                         | Дзюдаю Хатия                                |
| 2007, Fuji TV               | ゾウのはな子                | Zou no Hanako                        | Those Poor Elephants                      |                                         | директор зоопарка Сэйдзо Нисимура           |
| 2008, Fuji TV               | 無理な恋愛                  | Muri na ren’ai                       | Impossible Love                           | Невозможная любовь                      | Сёго Татики                                 |
| 2008, TV Asahi              | 暴れん坊将軍スペシャル      | Abarenbō Shōgun Special              |                                           |                                         | глава пожарной артели Эдо Тацугоро          |
| 2009, C.A.L, TBS            | 水戸黄門                    | Mito Kōmon                           |                                           | Мито Комон                              | поэт Мацуо Басё                             |
| 2010, NHK                   | 君たちに明日はない          | Kimitachi ni Asu wa Nai              | No Tomorrow                               |                                         | Эйитиро Такахаси                            |
| 2012, NHK                   | 猿飛三世                    | Sarutobi Sansei                      |                                           |                                         | Умэмия Сюдзэн                               |
| 2012, Fuji TV               | 任侠ヘルパー                | Ninkyō Helper                        | Beautiful World                           |                                         | Юдзо Цутаи                                  |

## Музыкальные работы

### Частичная синглография
(Перечислены только записи, вошедшие в чарт Oricon; список не претендует на полноту ввиду сложности поиска по японским источникам. Награждение песен премиями музыки или звукозаписи, а также их включение в программу конкурса «Кохаку ута гассэн» выделены в соответствующие подразделы)

#### В составеThe Spidersили соло с поддержкой группы
- 1967 — Itsumademo, Dokomademo/Ban-Ban-Ban[яп.] (яп. いつまでもどこまでも/バン・バン・バン, букв. «Навсегда и что бы ни случилось»/«Бам-бам-бам»; муз. Хироси Камаяцу, сл. соотв. Хирото Сасаки и Х. Камаяцу) — 4-е место Oricon
- 1968 — Ano Toki Kimi wa Wakatta[яп.] (яп. あの時君は若かった, сл. Фумиэ Сугавара, муз. Хироси Камаяцу; сторона B — Mōichido, Mōichido) — 6-е место Oricon
- 1968 — Shinju no Namida / Akai Doresu no Onnanoko (яп. 真珠の涙／赤いドレスの女の子) — 19-е место Oricon
- 1968 — Kuro Yuri no Uta / Rock 'n' roll Boy (яп. 黒ゆりの詩／ロックンロール・ボーイ) — 37-е место Oricon
- 1968 — Garasu no Seijo[яп.] (яп. ガラスの聖女, букв. «Стеклянная святая»; сл. Юдзи Мацудзаки, муз. Рэя Наканиси[англ.]; ст. B — Kaze Haii Yatsu) — 50-е место Oricon
- 1969 — Namida no Nichyōbi / Akai Ringo (яп. 涙の日曜日／赤いリンゴ) — 44-е место Oricon
- 1969 — Yoake no Futari / Kokekokkō (яп. 夜明けの二人／コケコッコー) — 84-е место Oricon
- 1970 — Futari wa Ima / Tomo o Yobu Uta (яп.  ふたりは今／友を呼ぶ歌) — 48-е место Oricon
- 1970 — Electric Obāchan[яп.] (яп. エレクトリックおばあちゃん, букв. «Электрическая бабуся»; сл. Хироси Асо, муз. Хироси Камаяцу, кавер The Little Old Lady from Pasadena; ст. B — Itsuwari no Koi) — 67-е место Oricon
- 1970 — Ashita o Inoru / Nande Konnani (яп. 明日を祈る／なんでこんなに」) — 80-е место Oricon

#### Сольная карьера
- 1971 — Saraba Koibito[яп.] (яп. さらば恋人, букв. «Прощай, любимая»; сл. Осаму Китаямы[яп.], муз. Кёхэя Цуцуми[англ.]; ст. B — Ki Rakuni Ikiyō) — 2-е место Oricon
- 1971 — Namida kara Ashita e (яп. 涙から明日へ, букв. «От слёз к завтрашнему дню»; сл. Нацу Котани[яп.], муз. Ямаситы Такэо[яп.]; ст. B — Ashita no Tegami) — 4-е место Oricon
- 1973 — Machi no Akari[яп.] (яп. 街の灯り, букв. «Городские/уличные фонари»; сл. Ю Аки[англ.], муз. Кэйсукэ Хама[яп.]; ст. B — Chikatetsu no Eki De) — 20-е место Oricon

### Участие в «Кохаку ута гассэн»
Масааки Сакаи не менее десяти раз (в сумме по различным формам участия) участвовал в престижнейшем музыкальном конкурсе и новогоднем шоу Японии «Кохаку ута гассэн» (также популярном и престижном для зрителей и исполнителей ряда других стран Восточной Азии), в том числе:
- 1971, выпуск № 22[7] — индивидуальное участие с песней Saraba Koibito[8]
- 1972, выпуск № 23 — индивидуальное участие с песней Un Ga Yokereba Iikoto Arusa (яп. 運がよければいいことあるさ, букв. «Если ты везучий, это хорошо»)[9]
- 1973, выпуск № 24 — индивидуальное участие с песней Machi no Akari[10]
- 1974, выпуск № 25 — индивидуальное участие с песней Kareha no Yado (яп. 枯葉の宿, букв. «Ночлег опавших листьев»)[11]
- 1975, выпуск № 26 — индивидуальное участие с песней Ashita no Mae Ni (яп. 明日の前に, букв. «Прошлое завтрашнего дня»)[12]
- 1976, выпуск № 27 — индивидуальное участие с песней Ichigo no Kisetsu (яп. 苺の季節, букв. «Земляничная пора»)[13]
- 1991, выпуск № 42 — ведущий от «Белой команды»[14]
- 1992, выпуск № 43 — ведущий от «Белой команды»[15]
- 1993, выпуск № 44 — ведущий от «Белой команды»[16]
- 1999, выпуск № 50 — участие в составе группы Sans Filtre с песней Yei Yei[17]

## Номинации, премии и награды

### Правительственные
- 1996 — Премия «Явление года»[яп.] Министерства образования, культуры, спорта, науки и технологий Японии (совместно с Сюндзи Иваи, Юмико Иноуэ, Киёкадзу Кандзэ, Тамией Куриямой, Итиро Нодайрой, Мотоки Ханаяги и Тоэко Тацухарой)

### Кинематографические и телевизионные
- 1970 — Премия «Золотая антилопа»[англ.] в категории «Дебют года»[18]
- 1970 — Спецприз премии «Золотая стрела»[англ.][19]
- 1982 — Премия Best Dresser[яп.] Японской Ассоциации Мужской Моды[20]
- 2007 — «Специальный приз жюри» Japan Film Critics Awards[яп.] за роль в фильме «Город вечернего затишья, страна вишнёвого цвета»[яп.]

### Музыкальные
Japan Cable Radio Awards
- 4-я церемония награждения (5 декабря 1971) — премия в категории «Приз надежды» за песню «Прощай, любимая»

Japan Record Awards
- 13-я церемония награждения[яп.] (31 декабря 1971) — премия в категории «Популярность» за песню «Прощай, любимая»[21]
- 15-я церемония награждения[яп.] (31 декабря 1973) — премия за песню «Уличные фонари»[22]